# Мухаммад аз-Занаті
Мухаммад аз-Занаті (араб. الزناتي إمحمد الزناتي Az-Zanati al-Muhammad az-Zanati) — лівійський політичний діяч, Генеральний секретар Генерального народного конгресу і відповідно, формальний очільник держави Лівія з 18 січня 1992 року по 3 березня 2008 року.